# Clara-Zetkin-Park (Wittenberge)
Der Clara-Zetkin-Park ist ein Park in Wittenberge im Landkreis Prignitz in Brandenburg.

## Geografische Lage
Der Park liegt im Stadtzentrum von Wittenberge und wird im Westen von der Straße Sandfurtrift, im Norden von der Krausestraße, im Osten von der Perleberger Straße und im Süden von der Friedrich-Engels-Straße begrenzt. Westlich schließt sich, von der Sandfurtrift getrennt, der Stadtpark von Wittenberge an.

## Geschichte und Etymologie

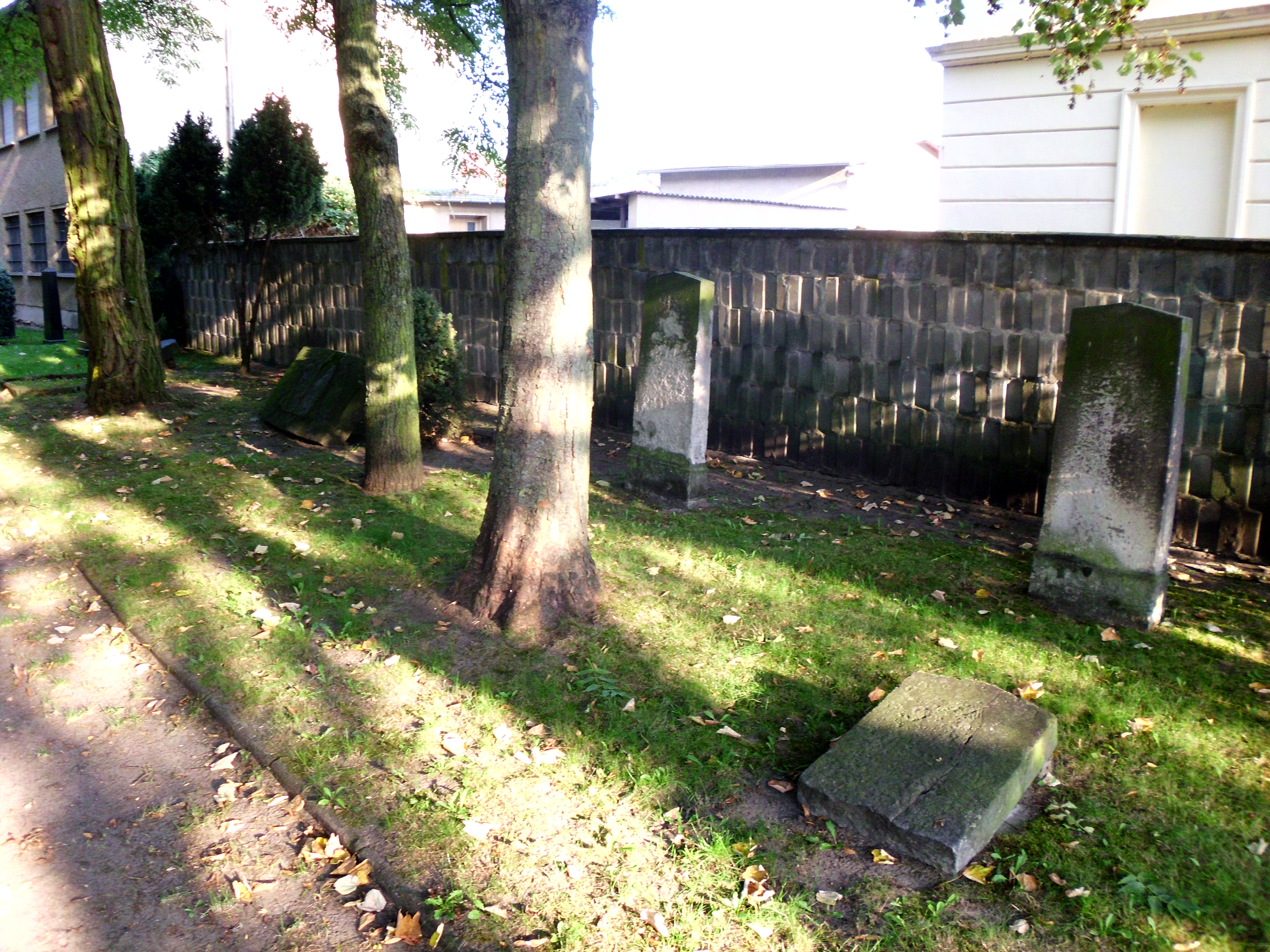
Grabsteine des Jüdischen Friedhofs

Ab der Mitte des 19. Jahrhunderts nutzten die Wittenberger die Fläche zwischen der Sandfurttrift und der Perleberger Straße als Friedhof. Die offizielle Eröffnung fand am 17. Oktober 1851 statt. Die jüdische Gemeinde erhielt im Jahr 1860 die Erlaubnis, dort ebenfalls Bestattungen vorzunehmen. Ausweislich einer Belegungsliste, die aus den 1920er-Jahren stammen soll, waren 43 der 44 Grabstellen belegt. Im Jahr 1918 fand die letzte Beerdigung statt.
Am 18. März 1923 wurde auf der Fläche ein Denkmal an die Opfer des Kapp-Putsches eingeweiht. Nach dem Ersten Weltkrieg legten Handwerker am 17. Juni 1928 der Grundstein für ein weiteres Denkmal. Die sogenannte Siegfried-Statue sollte an die Gefallenen aus dem Ersten Weltkrieg erinnern. In der Zeit des Nationalsozialismus wurde im Jahr 1938 der jüdische Friedhof verwüstet und drei Viertel der Grabsteine zerstört. Ebenso zerstören Männer der Sturmabteilung das Kapp-Putsch-Denkmal.
In der Zeit der DDR erfolgte am 7. Oktober 1955 die Einweihung eines neuen Kapp-Putsch-Denkmals. Die 13 noch vorhandenen jüdischen Grabsteine wurden im Jahr 1962 in Zusammenarbeit mit der Jüdischen Landesgemeinde Mecklenburg an einem anderen Standort wieder aufgestellt. Mit einem freiwilligen, kommunalen Arbeitseinsatz am 11./12. März 1967 begann die Umgestaltung des Parks. Die Stadtverordnetenversammlung fasste am 17. September 1969 den Beschluss, die so entstandene Grünanlage in Clara-Zetkin-Park zu benennen. Am 9./10. Mai 1992 wurde ein Spielplatz eingeweiht, dessen Spielgeräte aus Spenden der Partnerstadt Elmshorn finanziert wurden. Am 3. Februar 1993 führte eine Schülergruppe eine Auflistung des umfangreichen Baumbestandes durch. Zu den vorhandenen Skulpturen kam am 23. Juli 1996 eine 2,5 Meter hohe Plastik Blumen und Früchte des Müggendorfer Bildhauers Guntram Kretschmar hinzu. Am 11. Oktober 1996 wurde die Siegfried-Statue wieder aufgestellt. An der Hauptachse des Parks wurden 2010 insgesamt 35 Weißbuchen gepflanzt. Von 2018 bis 2020 wurde unter einer Bürgerbeteiligung der Park neugestaltet und im November 2020 fertiggestellt. Neben der Befestigung der Hauptwege wurde der Zugang barrierefrei gestaltet und Neuanpflanzungen vorgenommen. Die Kosten für die Umgestaltung beliefen sich auf 1,14 Millionen Euro. Ein neu aufgestelltes Klettergerät stellt eine überdimensionale Nähmaschine dar und erinnert an die industrielle Revolution in der Stadt.

## Ausgestaltung

### Flora und Fauna
Anfang der 1990er Jahre wuchsen im Park bereits Linden, der Ahorn, Kastanien, Birken, Eichen, Buchen und eine Eibe. Bei einer Aufforstung im April 2013 kamen eine Fudschijama-Kirsche, eine Schwarzkiefer, ein Tulpenbaum und eine Roteiche hinzu. Seit 2012 pflanzten zahlreiche Wittenberger entlang der Hauptachse des Parks Hainbuchen, die als Erinnerung an Angehörige, aber auch an einen besonderen Tag dienen soll. Die Aktion wird als (M)EIN BAUM FÜR DEN CLARA ZETIN PARK bezeichnet. Der Park ist Teil einer Grünen Route, die entlang ausgewiesener Grünanlagen und Parks durch die Stadt führt.

### Kunstwerke

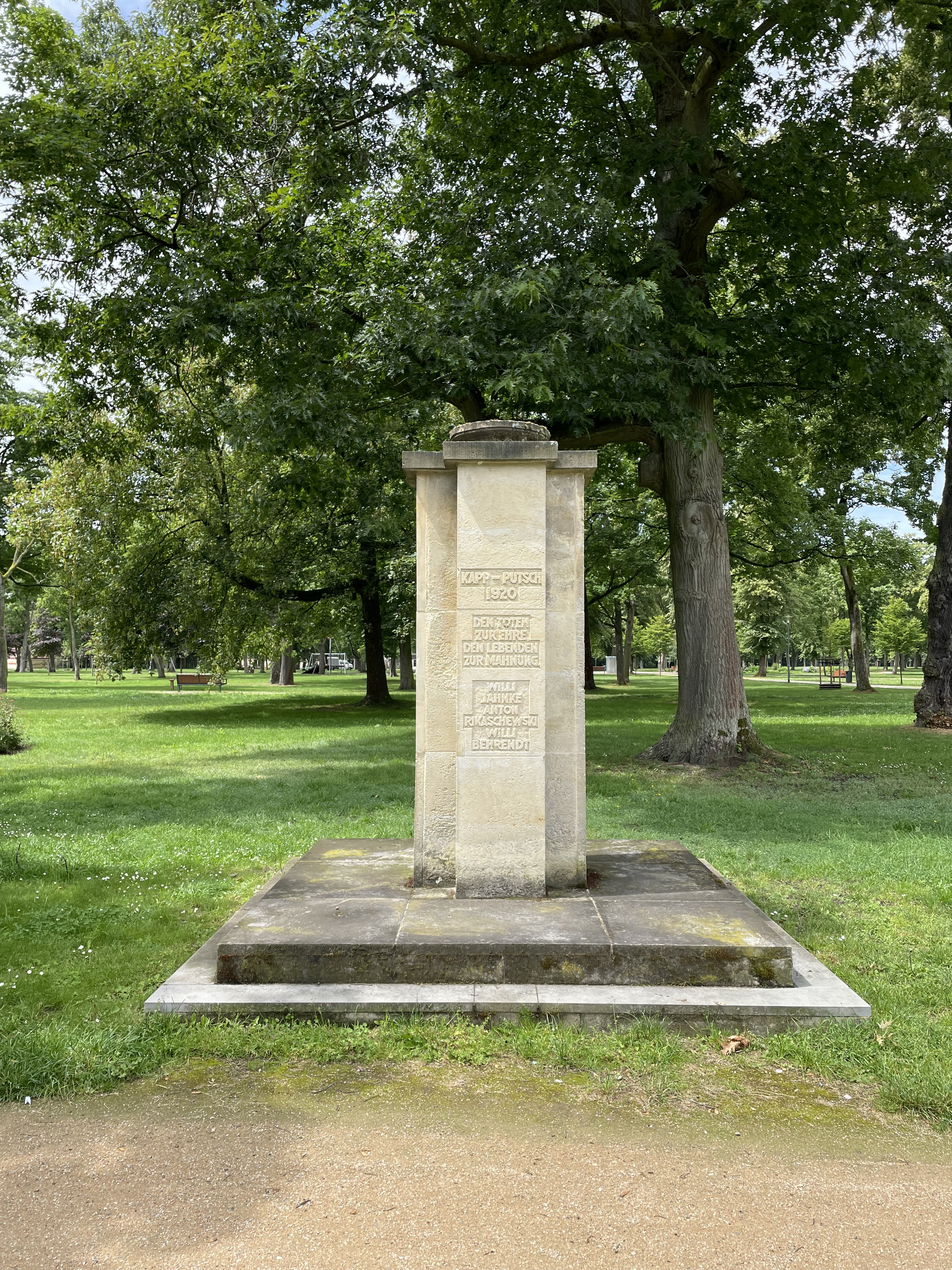
Kapp-Putsch-Denkmal

- Gefallenen-Denkmal für die Toten des Ersten Weltkrieges (Siegfried-Statue): Die Statue geht auf einen Entwurf des Berliners Viktor Seifert zurück und wurde 1928 im Auftrag des Stadtkreiskriegerverbandes auf dem damaligen Friedhof aufgestellt. Neben einer Einzelfigur, die Siegfried den Drachentöter darstellt, bestand das Kunstwerk aus neun Gedenktafeln, die auf einem gemeinsamen, breiten Sandsteinsockel platziert waren. Auf dem Sockel war ein Relief abgebildet, das einen knienden Frontsoldaten darstellte. Das Denkmal wurde nach dem Zweiten Weltkrieg abgebaut und aus Angst vor einer Zerstörung vom Wittenberger Steinmetzmeister Meyer auf dessen Grundstück vergraben. Nach der Wende übergab seine Witwe die Figur der Stadt, die sie 1996 wieder aufstellen ließ.
- Kapp-Putsch-Denkmal: Das erste Denkmal wurde 1923 im damaligen Friedhof aufgestellt. Es trug die Inschrift: „KAPP-PUTSCH / 1920“, „DEN TOTEN / ZUR EHRE / DEN LEBENDEN / ZUR MAHNUNG“ sowie die Namen dreier Arbeiter, die bei dem Putsch ums Leben kamen: „WILLI / JAHNKE / ANTON / RIKASCHEWSKI / WILLI / BEHRENDT“. Die beschädigte Inschriftentafel ist seit 1970 im Stadtmuseum Wittenberge ausgestellt. Eine Kopie des Denkmals steht seit 1955 im Park.
- Stele Blumen und Früchte: Das 2,5 Meter hohe Kunstwerk aus Sandstein stammt vom Müggendorfer Künstler Guntram Kretschmar. Es handelt sich um eine Auftragsarbeit aus dem Jahr 1983, die ursprünglich im Allende-Viertel stehen sollte. Nach seiner Fertigstellung im Jahr 1990 entschied das Kultusministerium, es an die Stadt Wittenberge zu übergeben. Dort wurde es im Einvernehmen mit dem Künstler aufgestellt.